# Lijst van afleveringen van Baantjer (seizoen 10)
Het 10e seizoen van de misdaadserie Baantjer werd vanaf 1 oktober 2004 tot en met 26 november 2004 uitgezonden op RTL 4.
Het 10e seizoen bevatte 8 afleveringen waarvan de laatste 2 afleveringen een verhaal vormden. Ze duurden allemaal 45 minuten. De hoofdrollen werden net als in de voorgaande seizoenen, gespeeld door Piet Römer, Victor Reinier, Kirsten van Dissel, Martin Schwab, Hans Karsenbarg en Serge-Henri Valcke. Gastrollen werden gespeeld door onder anderen: Nienke Sikkema en Piet Kamerman. Bijzonder in dit seizoen is, dat De Cock voor het eerst zelf betrokken is bij een moord. Iets wat in de voorgaande seizoenen niet voorkwam.

## Rolverdeling
| Piet Römer         | Jurriaan de Cock     | Hoofdinspecteur/leidinggevend rechercheur | Hoofdrol | Hoofdrol | Hoofdrol | Hoofdrol | Hoofdrol | Hoofdrol | Hoofdrol | Hoofdrol |
| Victor Reinier     | Dick Vledder         | Inspecteur                                | Hoofdrol | Hoofdrol | Hoofdrol | Hoofdrol | Hoofdrol | Hoofdrol | Hoofdrol | Hoofdrol |
| Kirsten van Dissel | Iris de Graaff       | Inspecteur                                | Hoofdrol | Hoofdrol | Hoofdrol | Hoofdrol | Hoofdrol | Hoofdrol | Hoofdrol | Hoofdrol |
| Martin Schwab      | Appie Keizer         | Inspecteur                                | Hoofdrol | Hoofdrol | Hoofdrol | Hoofdrol | Hoofdrol | Hoofdrol | Hoofdrol | Hoofdrol |
| Serge-Henri Valcke | Corneel Buitendam    | Commissaris                               | Hoofdrol | Hoofdrol | Hoofdrol | Hoofdrol | Hoofdrol | Hoofdrol | Hoofdrol | Hoofdrol |
| Hans Karsenbarg    | Ennaeus den Koninghe | Schouwarts                                | Hoofdrol | Hoofdrol | Hoofdrol | Hoofdrol | Hoofdrol | Hoofdrol | Hoofdrol | Hoofdrol |
| Wimie Wilhelm      | Els Peeters          | Wachtbrigadier                            | Bijrol   | Bijrol   | Bijrol   | Bijrol   | Bijrol   | Bijrol   | Bijrol   | Bijrol   |

## Afleveringen
| Nr. | Titel                                        | Schrijver                                 | Regisseur           | Lijk gespeeld door               | Uitzenddatum     | Kijkcijfers |
| --- | -------------------------------------------- | ----------------------------------------- | ------------------- | -------------------------------- | ---------------- | ----------- |
| 102 | De Cock en de moord op afstand               | Simon de Waal                             | Will Koopman        | Irene van de Laar                | 1 oktober 2004   | 2.419.000   |
| De vriendin van Vledder ziet door haar telescoop dat er aan de overkant van de flat een moord gepleegd wordt. De volgende dag gaan De Cock en Vledder kijken, maar het lijk is reeds weg. Dan wordt er een dode vrouw in een vuilniszak opgevist. |                                              |                                           |                     |                                  |                  |             |
| 103 | De Cock en de moord op de schrijver          | Han Römer                                 | Lidwien Roothaan    | Henk Spaan                       | 8 oktober 2004   | 2.415.000   |
| Harry Schrijver, een schrijver, is vermoord. De Cock belandt in een wereld van drugs, macht en geld. |                                              |                                           |                     |                                  |                  |             |
| 104 | De Cock en de moord op Arie Bombarie         | Lex Wertwijn Piet Römer                   | Bobby Eerhart       | Fred Florusse                    | 15 oktober 2004  | 2.568.000   |
| Een zakenman is om het leven gebracht en De Cocks team merkt dat "Arie Bombarie" niet echt geliefd was. Uiteindelijk bevat een knoop een heel belangrijke aanwijzing.                                                                             |                                              |                                           |                     |                                  |                  |             |
| 105 | De Cock en de moord op de zigeuner           | Lisette Schölvinck Marthe van der Noordaa | Will Koopman        | Bas Hoeflaak                     | 22 oktober 2004  | 2.601.000   |
| Als een zigeuner wordt vermoord, is het aan De Cock om deze zaak op te lossen. De gesloten gemeenschap van een zigeunerkamp belemmert de zaak echter.                                                                                             |                                              |                                           |                     |                                  |                  |             |
| 106 | De Cock en de gemaskerde moord               | Steven R. Thé                             | Will Koopman        | Genio de Groot                   | 29 oktober 2004  | 2.274.000   |
| Na een nachtelijk potje schermen valt een man dood neer. Het zwaard van de tegenstander is afgebroken. De Cock moet een zaak oplossen, waarbij geld - een motief van oudser - een grote rol speelt.                                               |                                              |                                           |                     |                                  |                  |             |
| 107 | De Cock en de natte dood                     | Victor Reinier                            | Anne van der Linden | Dic van Duin                     | 5 november 2004  | 2.719.000   |
| Als in een zwembad een dode man is gevonden, moet De Cock deze zaak oplossen. Met een gastoptreden in dialect van Herman Finkers. |                                              |                                           |                     |                                  |                  |             |
| 108 | De Cock en de moord op het verleden (deel 1) | Gerrit Mollema                            | Will Koopman        | Saar Bressers / Jumoke Emmanuels | 19 november 2004 | 2.325.000   |
| Na een moord blijkt De Cock persoonlijk betrokken te zijn bij de zaak. Ondanks zijn persoonlijke gevoelens, moet hij de zaak proberen op te lossen.                                                                                               |                                              |                                           |                     |                                  |                  |             |
| 109 | De Cock en de moord op het verleden (deel 2) | Gerrit Mollema                            | Will Koopman        | Peter Paul Muller / Cahit Olmez  | 26 november 2004 | 2.539.000   |
| De Cock overweegt met pensioen te gaan na een aanbod van commissaris Buitendam. |                                              |                                           |                     |                                  |                  |             |